# The Wizards Return: Alex vs. Alex
The Wizards Return: Alex vs Alex (no Brasil, Os Feiticeiros Retornam: Alex vs Alex) é um episódio especial derivado da Série Original do Disney Channel Wizards of Waverly Place estrelado por Selena Gomez que estreou nos EUA em 15 de março de 2013, alcançando 5,9 milhões de espectadores em sua estreia. Em Portugal, a estreia foi no dia 7 de junho, mas sua feed vizinha da Espanha, estreou o filme no dia 2 de junho no Disney Cinemagic, e Portugal não fez isso, porque o Disney Portugal substituiu o Disney Cinemagic com o Disney Junior. No Brasil, a estreia seria dia 23 de junho de 2013, mas foi adiantada para 9 de junho.

## Sinopse
Alex Russo (Selena Gomez) e sua família viajam para Toscana, na Itália (de uma forma nada convencional), para conhecer seus parentes distantes. Alex se torna uma feiticeira importante da Família dos Russos e para provar que é responsável pelos seus feitiços, Alex acaba mexendo com um feitiço muito poderoso que acaba criando uma forma igual a ela (uma Alex má, deixando-a somente com a personalidade boa). Porém tanto ela como Harper (Jennifer Stone) descobrem que a versão má de Alex planeja dominar o mundo ao lado de Dominic (Beau Mirchoff), um feiticeiro mau. Sendo assim, a verdadeira Alex parte numa aventura onde tem que conter "ela mesma".

### Elenco
| Ator/Atriz           | Papel                              |
| -------------------- | ---------------------------------- |
| Selena Gomez         | Alex Russo (má) e Alex Russo (boa) |
| Beau Mirchoff        | Dominic                            |
| Jennifer Stone       | Harper Finkle                      |
| KaDee Strickland     | Teddy Russo                        |
| Polly Blue Eyes      | Yasmin Russo                       |
| Jake T. Austin       | Max Russo                          |
| Gregg Sulkin         | Mason Greyback                     |
| David DeLuise        | Jerry Russo                        |
| Maria Canals-Barrera | Theresa Russo                      |
| Natalia Nogulich     | Carmela Russo                      |
| Cesar DeLuise        | Adam Russo                         |
| Antonella Lentini    | Francesca                          |
| Jack Donner          | Papa Frabrizio                     |
| Iera Hundrickson     | Jornalista 1                       |
| Anthony Palermo      | Jornalista 2                       |
| Francesco Cura       | Trabalhador Vineyard               |
| Nikki Hahn           | Bianca                             |
| Josiah Darden        | Gino                               |